# Kontrust
Kontrust — кроссовер-группа из Австрии, которая образовалась в 2001 году. Их тексты преимущественно на английском языке, хотя некоторые песни включали также фрагменты на немецком и славянских языках.

## История
Группа была сформирована в 2001 году и первоначально называлась Suicide Mission. Лишь спустя четыре года группа записывает свой первый альбом, Welcome Home. В 2006 году группа получает награду Austrian Newcomer. Группа также снимает свой первый клип на песню «Phono Sapiens» и выступает на соревнованиях по фрирайду и ски-кроссу.
Второй альбом, Time To Tango', вышел 19 июня 2009 года. Песня «The Smash Song]» стала первым синглом с пластинки, а композиция «Bomba» вывела их в топ голландского чарта, заняв 58 позицию, и стала самой загружаемой рок-песней на голландском сегменте iTunes Store.
В 2010 году Kontrust победили в категории Hard & Heavy на Amadeus Austrian Music Award. Они выступали в 2011 году на польском Woodstock, на котором они исполнили песню «Bomba» вместе с Ежи Овсяк дважды, второй раз исполнив её на бис. Выступление смотрело более 50 000 человек.
В 2012 году группа выпустила свой третий студийный альбом, Second Hand Wonderland.
В 2014 году вышел четвертый студийный альбом, Explositive.
В июне 2022 года группа объявила об изменении состава в свои социальных сетях. Новая вокалистка Юлия Иванова и барабанщик Джоуи Себальд заменили Агату и Романа. В апреле 2023 года альбом "Time to Tango" был ремастирован и переиздан на музыкальных стриминговых сервисах. 
В ноябре 2023 года вышел новый альбом, 5-й по счету, под названием madworld. В альбом вошли синглы I physically like you и The end.

## Состав

### Нынешний состав
- Юлия Иванова — вокал
- Стефан Лихтенбергер — вокал
- Майкл "Майк" Вольф — гитара
- Грегор Кучера — бас
- Джоуи Себальд — ударные
- Мануэль Хагльмюллер — перкуссия

### Бывшие участники
- Агата Ярош — вокал
- Роман Гайсбек — ударные
- Роберт Эхгартнер — гитара

## Дискография
| #  | Название                                         | Год  |
| -- | ------------------------------------------------ | ---- |
| 1  | Teamspirit 55 (EP)                               | 2001 |
| 2  | Make Me Blind (EP)                               | 2003 |
| 3  | We!come Home                                     | 2005 |
| 4  | Phonosapiens (сингл)                             | 2006 |
| 5  | Go (сингл)                                       | 2008 |
| 6  | Time To Tango                                    | 2009 |
| 7  | The Smash Song (сингл)                           | 2009 |
| 8  | Bomba (сингл)                                    | 2009 |
| 9  | On The Run (сингл)                               | 2010 |
| 10 | Zero (сингл)                                     | 2011 |
| 11 | Czas na Tango (Сингл ,MP3, цифровая дистрибуция) | 2011 |
| 12 | Second Hand Wonderland                           | 2012 |
| 13 | Explositive                                      | 2014 |
| 14 | madworld                                         | 2023 |

### Видеография (клипы)
- Kontrust — «Phono Sapiens»
- Kontrust — «The smash song»
- Kontrust — «Bomba»
- Kontrust — «On the run»
- Kontrust — «Zero»
- Kontrust — «The butterfly defect» (live at Woodstock festival Poland)
- Kontrust — «Sock 'n' Doll»
- Kontrust — «Hey DJ!»
- Kontrust — «Just Propaganda»
- Kontrust — «Dance»